# Medalja generala Franca Rozmana Staneta
Medalja generala Franca Rozmana Staneta je medalja Slovenske vojske, ki je bila ustanovljena leta 2011 s sprejetjem Pravilnika o spremembah in dopolnitvah Pravilnika o priznanjih Ministrstva za obrambo in je namenjena pripadnikom Slovenske vojske za izjemno prizadevno in uspešno opravljanje poveljniških dolžnosti na mednarodnih operacijah in misijah.
Pobudo za ustanovitev medalje je podal partizanski general Ivan Dolničar.

## Opis
Na podlagi novega 24.b člena pravilnika je opis medalje sledeči:
(1) Medalja generala Franca Rozmana Staneta je okrogle oblike, na njem je upodobljen general Franc Rozman Stane in nad njim napis GENERAL FRANC ROZMAN STANE. Na zadnji strani so vgravirani ime in priimek nosilca ter leto podelitve.
(2) Priznanje je izdelano iz srebra in visi na modrem traku, ki ima na sredini vzdolžno tkano slovensko trobojnico.

(3) Nadomestna oznaka za medaljo generala Franca Rozmana Staneta je moder pravokotnik, ki ima na sredini vzdolžno tkano slovensko trobojnico. Če je oseba prejela več kot eno samo priznanje, se število prejetih priznanj označi z ustrezno rimsko številko.«.— 

## Nosilci
Medalja je bila prvič podeljena 7. oktobra 2011 in sicer jo je obrambna ministrica Ljubica Jelušić podelila skupini častnikom: brigadirjema Humarju in Mihevcu, polkovnikom Gregoriču, Groffu in Škerbincu, podpolkovnikom Einfaltu, Zakrajšku, Bostiču in Pečnikovi ter majorjem Kosiču, Videtiču in Kristoviču.